# Wacky Races (NES)
Wacky Races (jap. チキチキマシン猛レース- Chiki Chiki Machine Mou Race) – komputerowa gra platformowa wydana przez firmę Atlus na konsolę NES 25 grudnia 1991 roku. Gra jest wzorowana na serialu animowanym Odlotowe wyścigi wyprodukowanym przez studio Hanna-Barbera.

## Rozgrywka
Gracz kieruje psem Muttleyem przez trzy różne poziomy (Hip Hop, Splish Splash i Go Go America). Po znalezieniu stu diamentów Muttley uzyskuje dodatkowe życie, a przez znalezienie kości bohater może zmienić jedną ze swoich broni.